# Jevnakers kommun
Jevnakers kommun (norska: Jevnaker kommune) är en kommun i landskapet Hadeland i Akershus fylke i sydöstra Norge. Kommunens centralort är tätorten Jevnaker. Den ligger vid södra änden av Randsfjorden.

## Administrativ historik
Jevnakers kommun bildades på 1830-talet, samtidigt med andra norska kommuner. 1874 överfördes ett obebott område från Grans kommun. 1898 delades kommunen och Lunners kommun blev självständig kommun. 1962 överfördes ett område med 180 invånare från Grans kommun.
I samband med kommun- och regionreformen 2020 flyttade kommunen från Oppland fylke till det nybildade Viken fylke. När Vikens fylke upplöstes 1 januari 2024 fördes Jevnakers kommun till Akershus fylke.

## Idrott
I december 2012 invigdes en konstfryst bandybana.

## Kultur
Kistefos-Museet och Kistefos skulpturpark ligger vid Randselva nedströms Jevnaker.
I Jevnaker ligger Hadeland Glassverk, som grundades 1762 och idag är ett populärt besöksmål.

## Tätorter
I Jevnakers kommun finns en tätort:
- Jevnaker (centralort)

## Socknar
Inom Norska kyrkan motsvaras Jevnakers kommun av Jevnakers socken i Ringerike prosteri i Tunsbergs stift.

## Bilder

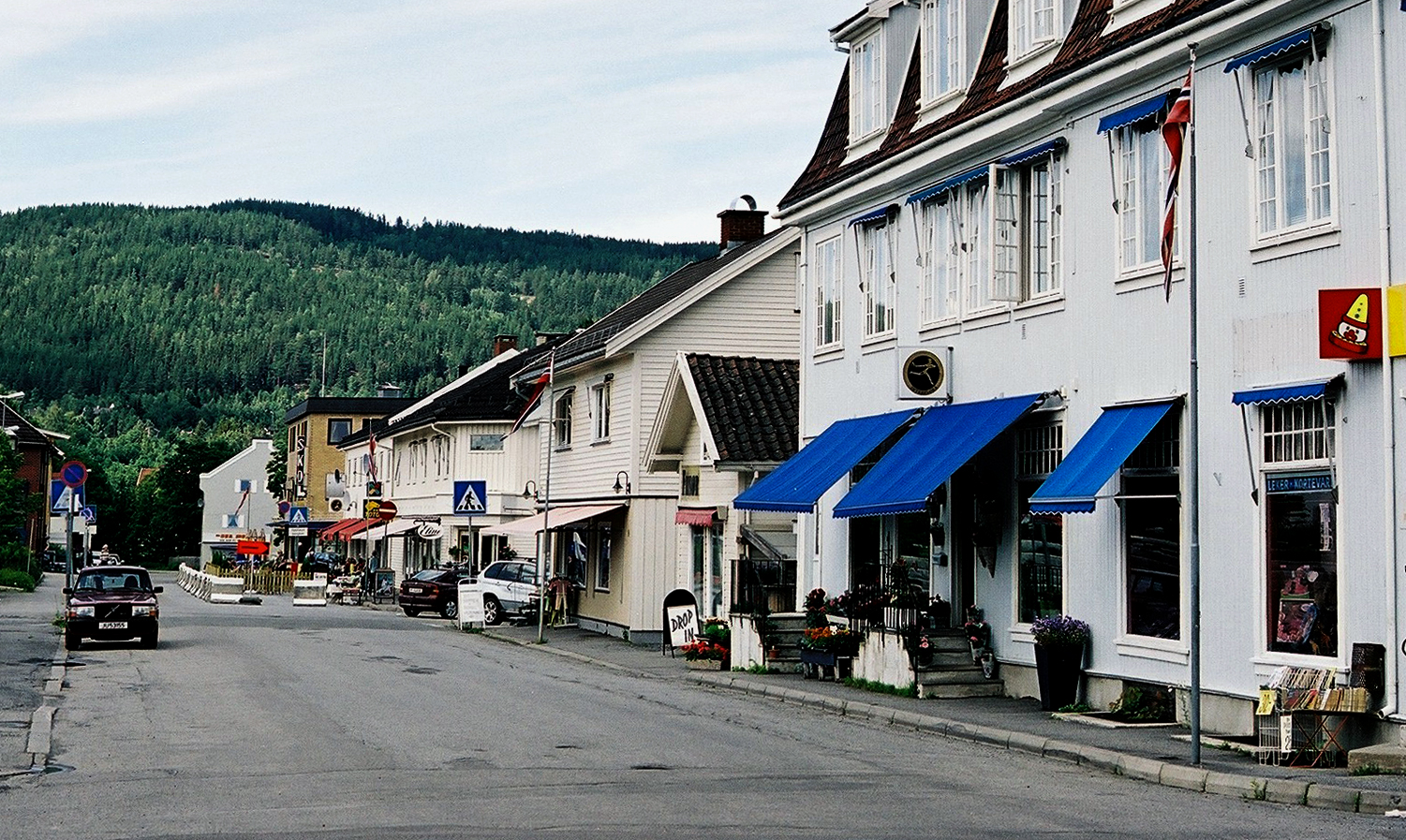
Storgatan i Jevnaker.
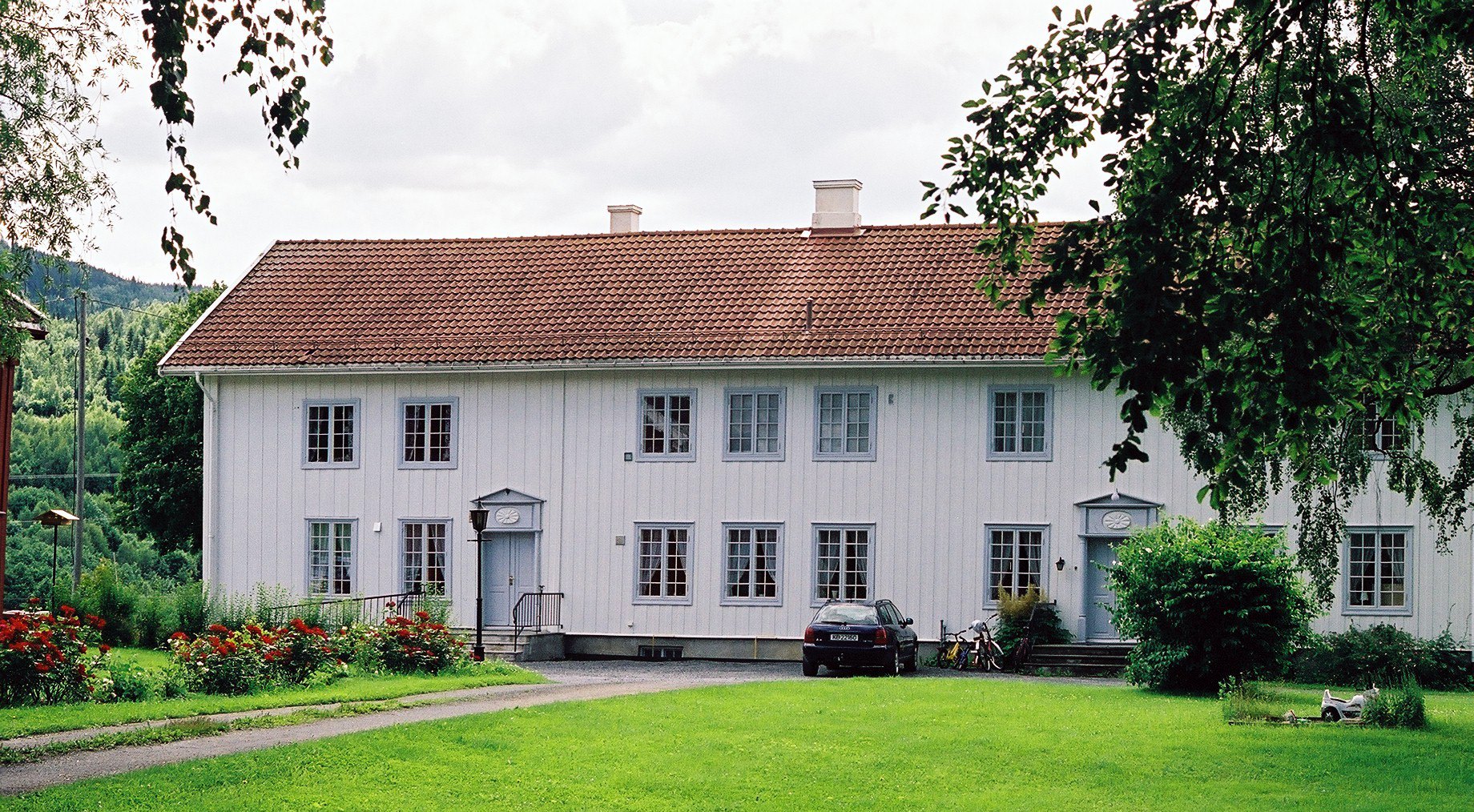
Jevnakers prästgård.
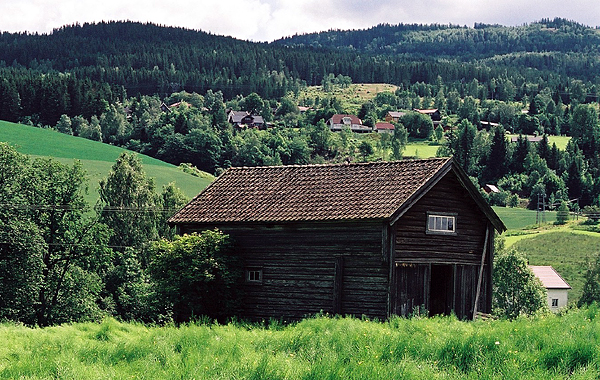
Härbre på Jevnakers prästgård.